# MindGeek
Aylo(アイロ)は、インターネット・ポルノグラフィを中心に扱う、カナダの非公開会社。
会社はルクセンブルクに登記しており、カナダのモントリオールに本社機能を置いている。ダブリン、ロンドン、ハンブルク、ブカレスト、ニコシア、マイアミ、サンディエゴ、ロサンゼルスに事務所を展開する。
Pornhub、RedTube、YouPornなどの多数のポルノ動画サイトや、アダルトゲームなどの「2次元」キャラクターによるポルノコンテンツを中心に扱うNutakuも所有しており、業界において独占的な地位を占めていることから「ポルノ界のAmazon」と呼ばれることがある。

## 歴史
ドイツ生まれのコンピュータープログラマーであるファビアン・ティルマンは、Too Much Mediaの株式売却で得た資金で、2006年から2010年にかけてPrivate Amateurs.com、MyDirtyHobby、Xtube、Webcams.com等のサイトを取得した。
2010年3月にファビアン・ティルマンは、カナダ・コンコルディア大学出身のステファン・マノス（Stephane Manos）、マット・キーザー（Matt Keezer）、Ouissam Youssef が2004年と2007年に設立したMansef（Brazzers、Mofosなどを所有）及びInterhub（Pornhubを所有）を買収し、Manwinに社名を変更。
- 2010年
  - 6月 - 一般向けビデオ共有サイトVideobash.comを開設。
  - 9月 - EuroRevenueを買収。
  - 11月 - 有名人のニューサイトCelebs.comを開設。
  - 12月 - Wicked Pictures（英語版）と業務提携。
- 2011年
  - 5月 - YouPornを買収。
  - 6月 - Twistys.com（英語版）、Twistys Cash Affiliate Program、GayTube、SexTube、TrannyTubeなどCarsed Marketing Incorporatedの成人向け関連事業を買収。[9]
  - 6月 - Funky Monkey Productionsと共同で3DXSTARを制作。
  - 11月 - プレイボーイのテレビおよびオンラインビジネスの運営を受託。
- 2012年
  - 1月 - Digital Playground（英語版）の資産を取得[10]。
  - 6月 - Babes.comを開設。
  - 9月 - Reality Kingsを買収[11]。
- 2013年
  - 7月 - 香港に拠点を置くBright Imperial Ltd.からRedTubeを買収[12]。
  - 10月 - ファビアン・ティルマンがManwinの株式を同社役員のフェラス・アントゥーンとデヴィッド・タッシロ（David Tassilo）に売却。ManwinをMindGeekに社名変更。
- 2014年
  - 7月 - Really Useful Ltd.のオンライン資産（en:Fake Taxi, FakeAgent.com, PublicAgent.com, DaneJones.com, Lesbea.com, MassageRooms.com, Orgasms.xxx, Casting.xxx, BDSM.xxx, BDSM.xxx, Mature.xxx, PublicSex.xxx, Czech.xxx, Tubes.xxx, Teen.xxx and Mom.xxxなど）を管理する契約を締結[13]。
- 2015年
  - 1月 - Sean Codyを買収。
  - 5月 - Pulse Distributionと販売契約を締結
  - 10月 - ExtremeTube、SpankWire、KeezMoviesを買収。
- 2020年12月 - MindGeekの主な所有者としてBernard Bergemarが公開された[14]。
- 2022年6月 - CEOのフェラス・アントゥーンとCOOのデヴィッド・タッシロ（David Tassilo）の辞任を確認[15]
- 2023年3月 - カナダ・モントリオールの投資ファンドであるEthical Capital Partnersに買収される[16]。
- 2023年8月 - MindGeekは、社名をAyloに変更すると発表した。[17]

## プレミアム有料サイト
- REALITY KINGS
- Sean Cody
- Digital Playground
- REALITY DUDES
- Brazzers
- Twistys
- Mofos
- Men.com

## 動画共有プラットフォーム
- Pornhub
- YouPorn
- RedTube
- TUBE8

## オンラインマーケットプレイス
- MyDirtyHobby
- uviu

## ゲームサービス
- Nutaku

## 広告ネットワーク
- TRAFFICJUNKY
- ADULT FORCE